# Cementocita
Cementocitának nevezzük azokat a sejteket, melyek a fogcementben helyezkednek el. Kizárólag a celluláris cementben találhatóak meg.
A lacunákban helyetfoglaló sejtek számos citoplazmanyúlvánnyal rendelkeznek. Ezek főleg a  gyökérfelszín fele irányulnak és táplálékfelvevőként működnek. A cementoblasztokhoz képest kevesebb sejtorganellumot tartalmaz, ezért termelőképességüket elvesztették. Egyesek szerint képesek a körülöttük lévő cement lebontására és remineralizációjára.